# 泰奥多尔·贝扎

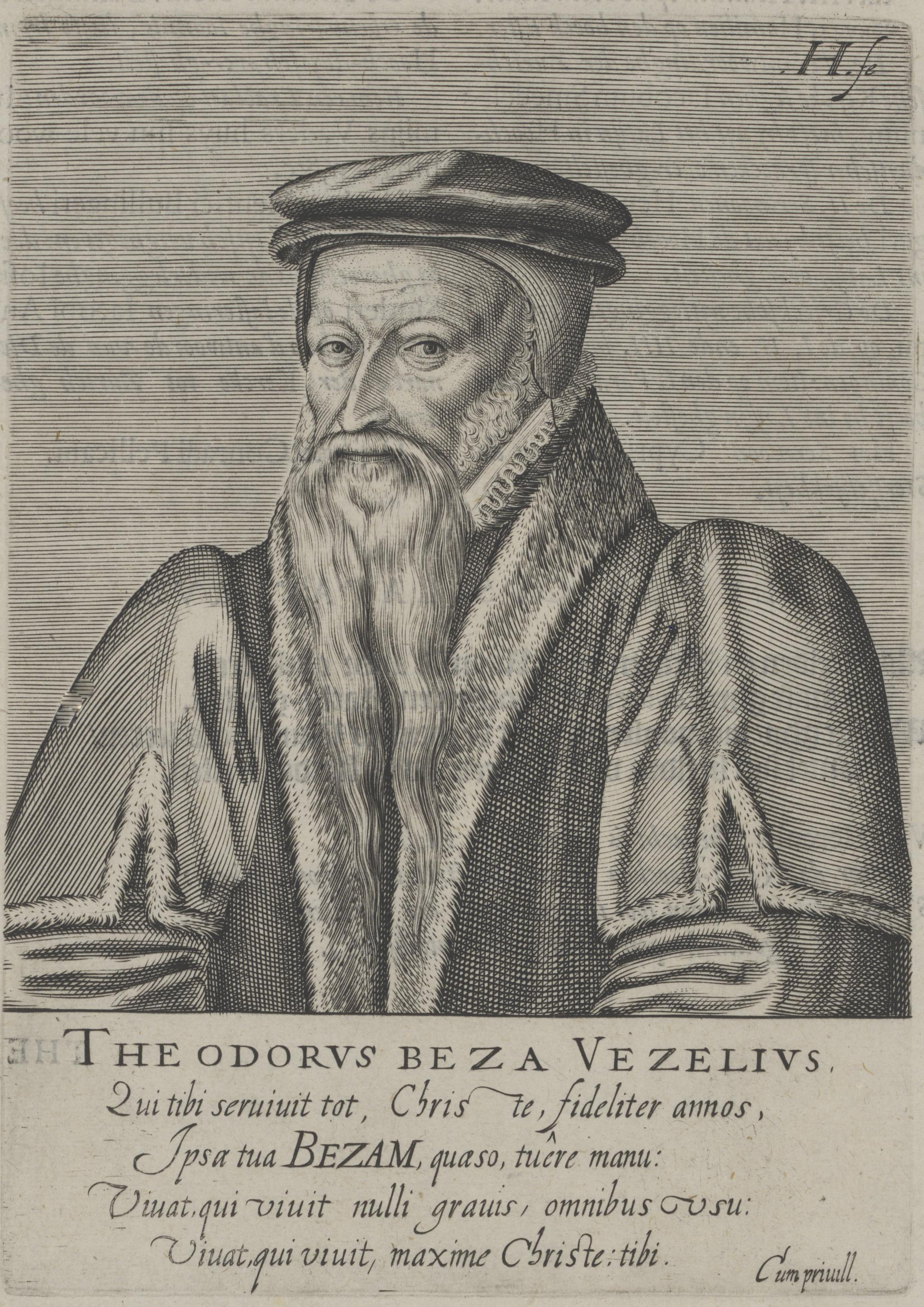
泰奥多尔·贝扎

泰奥多尔·贝扎（Theodore Beza），又譯狄奥多·貝沙，或泰奥多尔·德贝兹（法語：Théodore de Bèze 或 de Besze）（1519年6月24日—1605年10月13日），是一名在早期的宗教改革运动中扮演了重要角色的法国籍新教神学家与知识分子。他是反君權運動的成员，反对绝对君主制。他也是加尔文的重要门徒，一生大部分时间都住在瑞士。

## 生平

### 早年生涯
他出生于法國勃艮第的弗澤萊。他的父亲是皮埃尔·德贝兹（Pierre de Bèze），韦兹莱的王家总督，一个显赫的勃艮第家族的后裔。他的母亲玛丽·布尔德隆（Marie Bourdelot）以慷慨大方著称。他有兩名叔叔，其中一名叫尼古拉斯（Nicholas），是巴黎國會的成員；另外一名則是在博韋的天主教博韦教区的熙笃會修院Froidmont做院长的克洛德（Claude）。
未婚的尼古拉斯在访问韦兹莱時特别喜欢泰奥多尔。在征得泰奥多尔父母同意后，尼古拉斯把他带到了巴黎教育他。1528年12月，他被送到奧爾良接受著名德國老師梅尔希奥·沃尔玛（Melchior Wolmar）的指導。他被接納為沃尔玛家的一分子，而後他便以进沃尔玛家那天為他的第二生日。
很快，年轻的他便跟隨老師到了布尔日，那时老师被弗朗索瓦一世的妹妹、女公爵昂古莱姆的玛格丽特召唤。當時布尔日是法國的宗教改革中心。1534年，在弗朗索瓦一世发布了一项反教会改革的诏令后，老师沃尔玛回到德国。而贝扎便按照父亲的意愿回到奥尔良，花了4年时间（1535年-1539年）修读法律。即便这样，他还是比较喜爱阅读古典著作，尤其是奥维德、卡图卢斯和提布卢斯的作品，对于法律却显得意兴阑珊。
不论如何，他还是于1539年8月11日领到了法学特许状（Licentiate）这一学位，并且听从其父亲的吩咐到了巴黎开始执业。为了支持他，他的亲戚还为他争取到两份有俸圣职，每年他可获得700金克朗的收入；他叔叔还答应让他当自己的继承人。贝扎在巴黎呆了两年，并且在文学界获得了响亮的名声。为了避免陷入外界的诱惑，他于1544在两名朋友的介绍下与出自寒门的克洛迪娜·德诺斯（Claudine Denoese）订婚，并答应她在他的条件允许的情况下和她公开完婚。
1548年，他出版了一本令他一舉成名的拉丁文诗集——Juvenilia，他因此而被视为他那个时代最好的拉丁文诗人。其中一首诗"De sua in Candidam et Audebertum benevolentia"講述了他與兩名情人的關係，并且描述说虽然这兩名情人他都吻過（坎迪德和奧德孛），但是他心中最愛的還是后者。日后有些人就以此來推斷他有雙性戀和雞奸的傾向。許多年后他的天主教的對手們就利用那些丑聞來攻擊他。教會歷史學家菲利普·沙夫（Philip Schaff）认为“在字里行间搜寻他从未曾有的意思”以及想象出“他甚至在思想上也沒有犯過的錯”是錯誤的。
在诗集出版後不久，他便病倒了，据說在病中他開始領悟到屬靈生命的需要。漸漸地他便開始接受基督的救恩而獲得了靈命上的提升。此后他下定決心與這個時代一刀兩斷。1548年10月23日，他和克洛迪娜一起到了日內瓦，一座收留福音派信徒（坚持基督教新教教义的人士）的法国城市。

### 洛桑的教师
他被约翰·加尔文收留，他们过去曾在沃尔玛的家里见过。他在加尔文的教会里结婚了。纷至沓来的工作让贝扎不知所措，于是他去图宾根拜访他过去的老师沃尔玛。在回家的路上他到洛桑拜访了皮埃尔·维雷（Pierre Viret），后者给他带来了当地学院的希腊文教授的任命书（1549年11月）。
贝扎花时间写了部圣经戏剧Abraham Sacrifiant（亚伯拉罕牺牲）。其中他将天主教和基督新教做了对比，该剧大受欢迎。1551年6月，他在克莱芒·马罗（Clément Marot）的诗篇（Psalms）的法文版中加入了一些诗篇，也非常成功。
与此同时，他出版了Passavantius ，一部直接针对皮埃尔·利泽（Pierre Lizet）的讽刺作品，后者是原巴黎国会议长，也是chambre ardente的主要发起人，1551年当时是巴黎附近的圣维克托隐修院的院长，正在出版大批争论性著作。
更严重的是他卷入了两起重大的争论中。头一起是宿命学说以及加尔文与热罗姆·埃梅斯·博尔塞（Jerome Hermes Bolsec）之间的争论。另一起是有关1553年10月27日在日内瓦对麥可·塞爾維圖斯施火刑的争论。为了维护加尔文和日内瓦的行政长官，贝扎1554年出版了De haereticis a civili magistratu puniendis （1560年译为法文）。

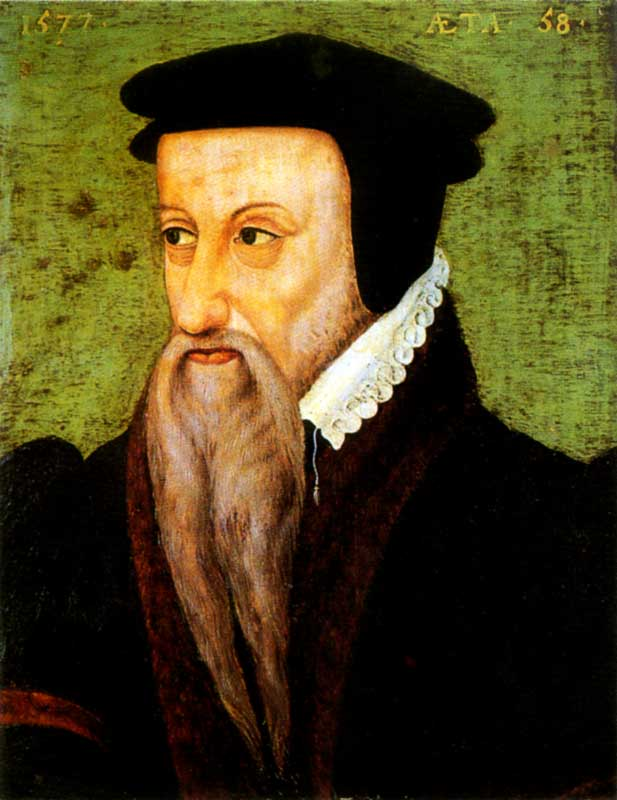
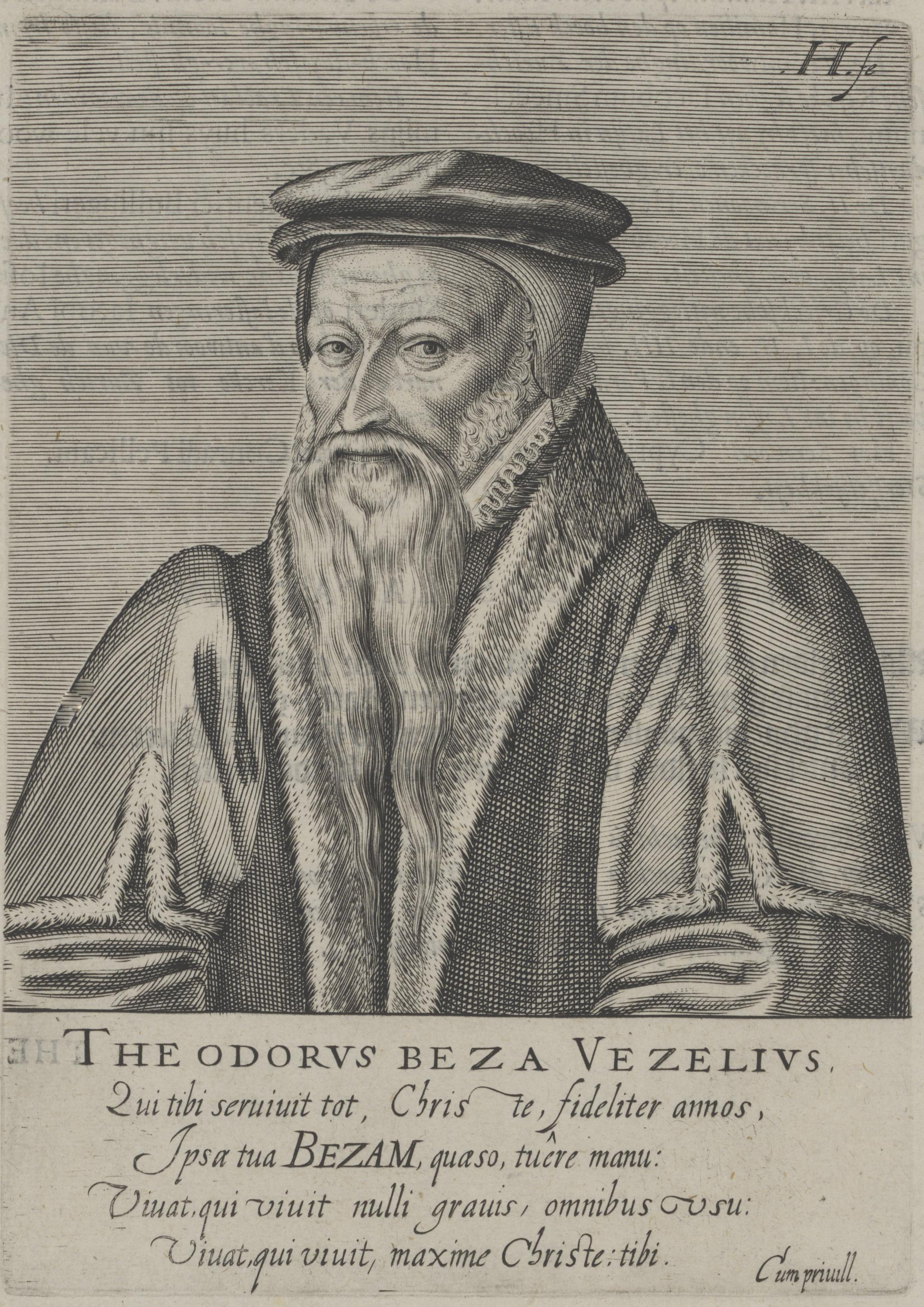
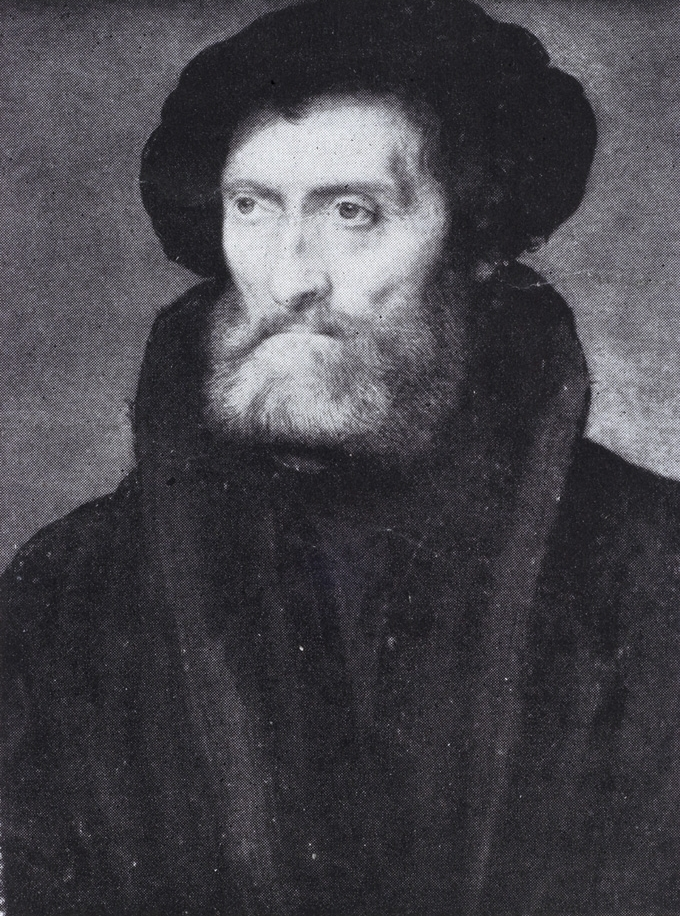
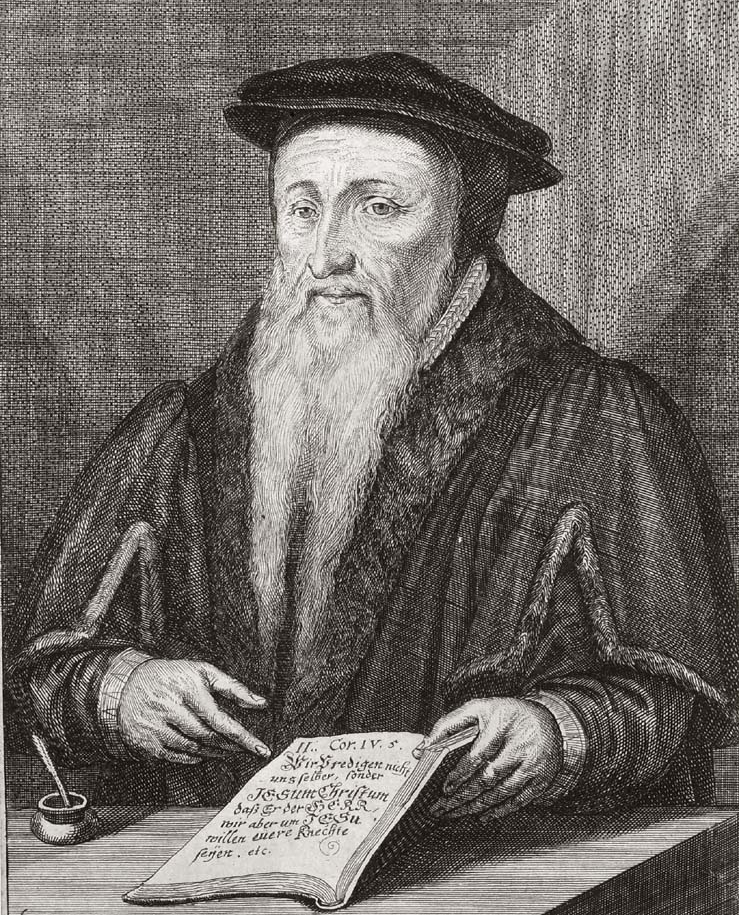
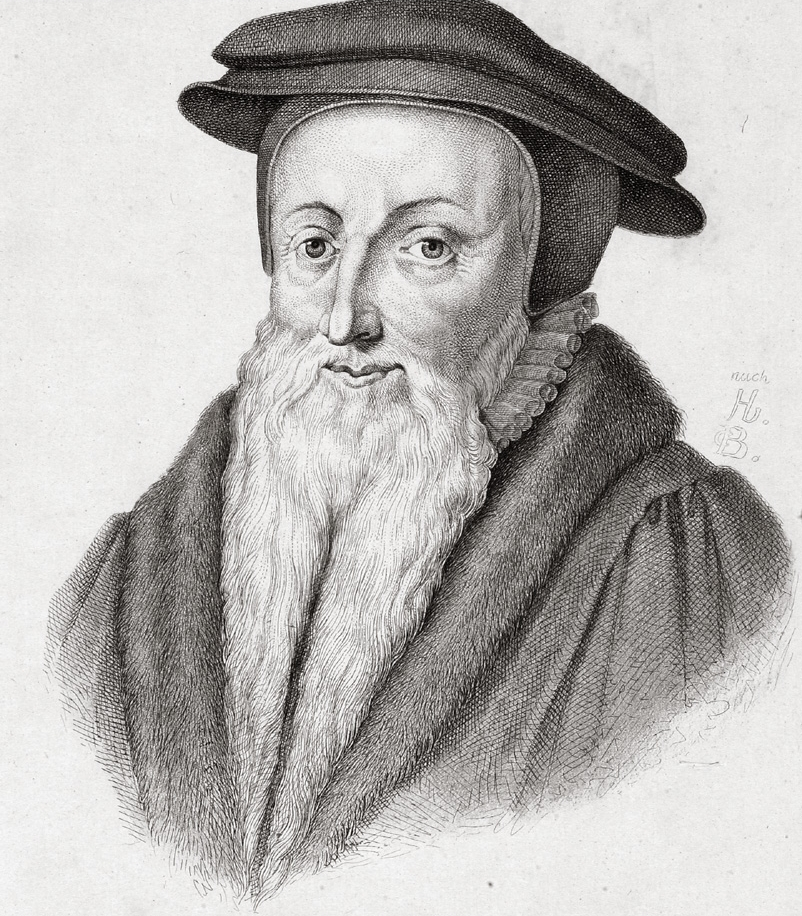
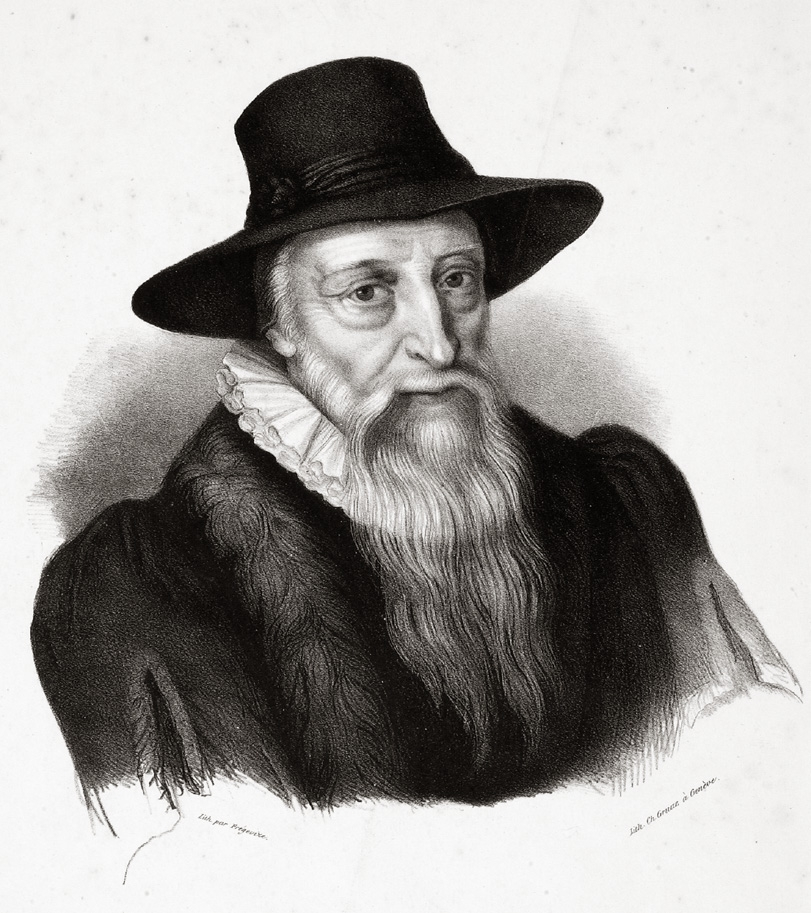
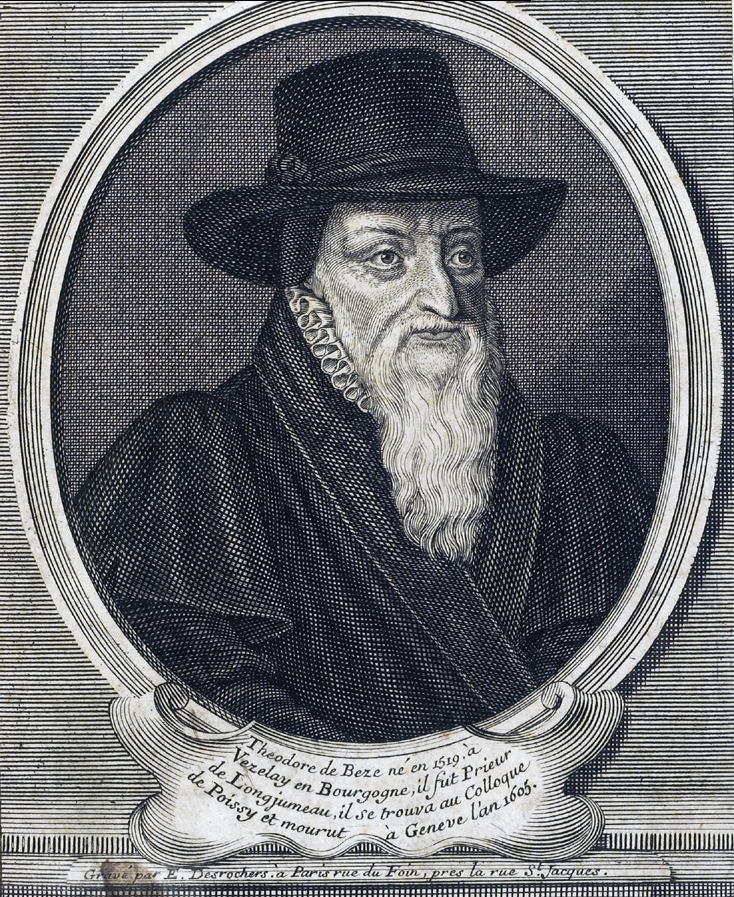
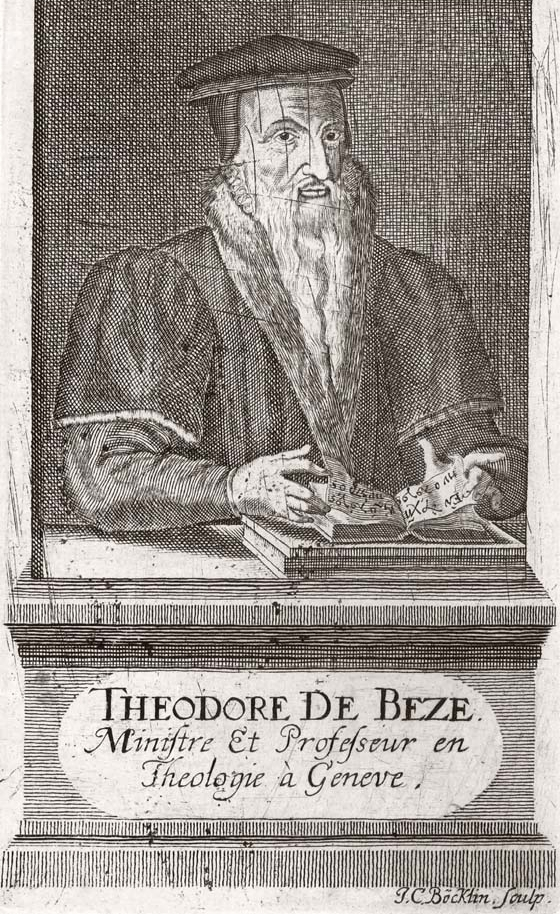
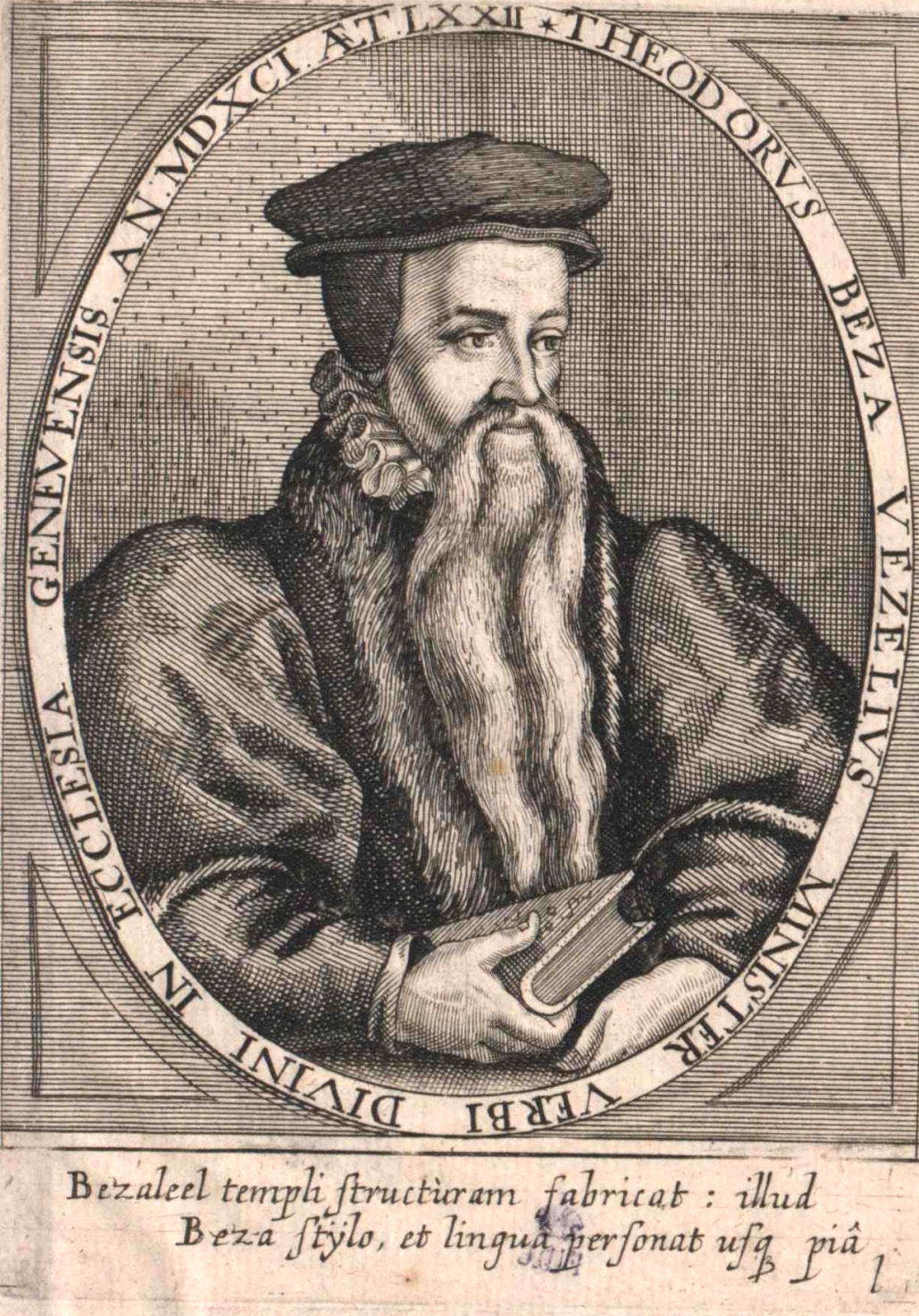
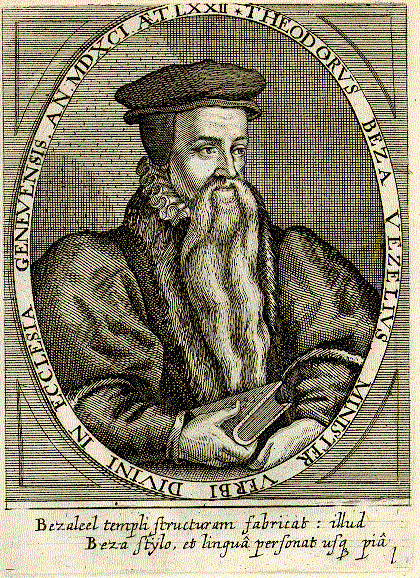

### 代表新教徒旅行
1557年，贝扎对皮埃蒙特的瓦勒度派产生了特别的兴趣，那时该派正受到法国政府的骚扰。他和威廉·法雷尔代表他们前往伯尔尼、苏黎世、巴塞尔和沙夫豪森，后来又到了斯特拉斯堡、蒙贝利亚尔、巴登和格平根。在巴登和格平根，贝扎和法雷尔就圣事于1557年5月14日根据瓦勒度派的观点发表声明。该书面声明清楚地表达了他们的观点，受到信义宗神学家的欢迎，但在伯尔尼和苏黎世遭到强烈反对。
1558年秋，贝扎和法雷尔第二次旅行，经斯特拉斯堡前往沃尔姆斯，希望通过帝国信奉福音派的王孙贵族们为巴黎被迫害的弟兄们求得通融。他们和菲利普·梅兰希通及其他神学家们参加了沃尔姆斯会谈（Colloquy of Worms）。贝扎提议所有新教基督徒组成联盟，但遭到苏黎世和伯尔尼的坚拒。
由于德国的亲贵们得到了错误的报告称，法国针对雨格诺派的敌对活动已经停止，故没有使者被派往法国宫廷。结果贝扎和法雷尔、约翰尼斯·布多伊斯（Johannes Buddaeus）、加斯帕尔·卡默尔（Gaspard Carmel）再一次踏上旅程，经斯特拉斯堡到了法兰克福，并在那里解决了派使者到巴黎的问题。

### 落脚日内瓦
在回到洛桑后，贝扎大为不安。在城乡许多牧师和教授的联合下，维雷最终力图建立一个宗教法庭，并制定将颂扬共融者开除教籍的教会法律。但是加尔文教会并未统治伯尔尼，所以贝扎于1558年到了日内瓦。
在日内瓦他在新成立的学院内获得了希腊语的教职，在加尔文去世后又获得了神学教职。他也义务布道。
他完成了对新约皮埃尔·奥利韦唐（Pierre Olivetan）译本的修订，这件事已经拖了很久。1559年他出于对雨格诺派的兴趣又进行了一次旅行，这次他到了海德堡。在几乎同一时间，他不得不为维护加尔文而同汉堡的约阿希姆·维斯特法尔（Joachim Westphal）以及蒂勒曼·赫舒修斯（Tilemann Heshusius）展开辩论。
比争论更重要的是贝扎对自己立场的自供。这最初是为他父亲准备的，目的是为他自己的行为进行合法化的说明。该书经改版后出版以在自己同胞中传播福音派知识。这本书于1560年以拉丁文出版，献辞中说是献给沃尔玛的。英文译本于1563年、1572年和1585年在伦敦出版。该书还有德文、荷兰文及意大利文译本发行。

### 1560年至1563年
同时，法国的形势使新教的前途似乎一片光明。那瓦尔的安东尼国王屈服于福音派贵族们的要求，声明他愿意听从一位教会的杰出教师的教导。贝扎作为一位法国贵族和法国新教大都会的学院的领导人，被邀请到內拉克城堡，但他未能在国王心中种下福音派信仰的种子。
次年即1561年，贝扎代表福音派出席了普瓦希会谈（Colloquy of Poissy），并雄辩地捍卫了福音派信仰的教义。会谈没有结果，但贝扎作为法国所有基督新教的领导和中保同时被崇敬或怨恨着。女王要求举行另一次会谈，这次会谈在1562年1月28日于圣日耳曼举行，正值授予新教信仰者重要特权的著名的一月敕令发布11天后。但是这次会谈破裂了，显然天主教方面准备（在3月1日瓦西大屠杀之后）镇压新教。
贝扎匆忙发出通函（3月25日）给帝国的所有的新教教徒，并与孔德（Conde）和他的部队去了奥尔良。有必要迅速和积极地前进，但他们手里既没有士兵也没有钱。在孔德的要求下，贝扎访问了所有雨格诺派城市以获得士兵和钱。他还写了篇宣言，其中他认为新教的理由具有正义性。他被任命为使者访问英国、德国和瑞士以从教友们那里收集士兵和金钱。他去了斯特拉斯堡和巴塞尔，但遇到了失败。此后他9月4日返抵日内瓦。他刚在那里呆了十四天，就又被D' Andelot叫到奥尔良。这场战役正变得越来越成功，但孔德所接受的不幸的绥靖敕令的发布（1563年3月12日）令贝扎和所有法国新教徒一片惶恐。

### 加尔文的继任者

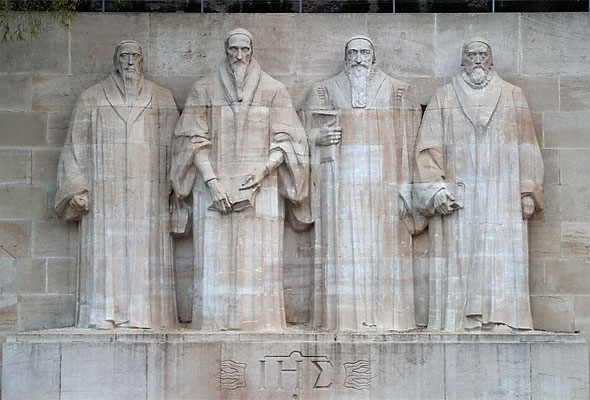
日内瓦的宗教改革墙（Reformation Wall）。自左至右：威廉·法雷尔William Farel, 约翰·加尔文, 贝扎, 约翰·诺克斯

贝扎22个月没在日内瓦，当地学校和教会的利益以及加尔文的身体状况都迫使贝扎返回日内瓦。加尔文的地位无人可替代，而加尔文病弱的身体又使他无法担负重任。加尔文和贝扎商定各周轮流共同承担职责，但加尔文很快便于1564年5月27日去世。贝扎成了他的继任者。
直到1580年，贝扎不仅是moderateur de la compagnie des pasteurs（牧师会主席），也是加尔文1559年创立于日内瓦的大型学习机构的灵魂，该机构由一个体育馆和一个学院组成。生前，贝扎对高等教育颇感兴趣。将近40年内，年轻的新教徒们蜂拥而至，争相到他的讲堂内听他的神学课，在课上他讲述纯粹的加尔文正统教义。作为顾问，他的话令行政长官们和牧师们都深以为意。他为日内瓦建立了一所法律学校，那个世纪最杰出的法官们如弗朗索瓦·奥特芒、朱尔·帕修斯（Jules Pacius）和德尼·戈德弗鲁瓦（Denys Godefroy）轮流在此授课（cf. Charles Borgeaud, L'Academie de Calvin,  Geneva, 1900）。

### 1564年之后
他不止成功延续了加尔文的工作，而且也为日内瓦的教会带来了和平。日内瓦的行政长官充分信服加尔文的理念，并且属灵事务的方向、“福音牧师”（"ministers of the word"）和“宗教法庭”（"the consistory"）等的组织也拥有了坚实的基础。自从1564年后，日内瓦再也没有发生过教义分歧。有关实践、社会或教会本质问题的讨论，如行政长官对牧师至上等问题，可以自由讨论，牧师有责任遵从campagnie des pasteurs（牧师会）中的大多数意见。
贝扎不以任何方式把自己的意志强加给同伙，并且不对不谨慎或头脑发热的同事采取严厉措施，虽然有时他也管管他们正在进行的争论并充当调解员的角色；尽管他常常遇到极端的反对以致他扬言要辞职。虽然他倾向于行政长官们，但他知道在机会出现之时如何捍卫属灵力量的权利和独立，而不像加尔文一样对其占优势的影响进行让步。
他的活动很多。他在compagnie（牧师会）和行政长官之间居中协调；后者甚至在政治问题上也一直寻求他的建议。他与欧洲所有新教方面的领袖合作。在1572年圣巴泰勒米大屠杀之后，他利用他的影响在日内瓦盛情接待了难民们。
1574年，他写了一部名为De jure magistratuum（行政长官的权利）的书，此书极力反对宗教问题上的极权主义，并且声称人民有权反抗一个无能的行政长官，有必要时甚至可以使用武力废除他。
综上所述，虽然贝扎不是像加尔文一样杰出的教义学者，在宗教领域也没有创新的天赋，但是他仍然是著名的人道主义者、释经家、演说家，以及宗教与政治事务方面的领袖，这使他成为欧洲所有加尔文主义者的导师。在他被卷入其中的各种争论中，贝扎常常表现出过度的愤怒和不容忍，贝纳迪诺·奥齐诺（Bernardino Ochino）——苏黎世的意大利会众的牧师（由于一本含有一夫多妻制内容的专著）和巴塞尔的塞巴斯汀·卡斯特留（由于他的圣经拉丁语和法语翻译）在这方面吃尽了贝扎的苦头。
贝扎仍和宗教改革后的法国保持着最紧密的联系。他是1571年4月在拉罗谢尔召开的宗教会议的主持人。该会议决定不取消教会的律法，并且不让文官政府作为教会的领导，这些被否决的意见是巴黎的牧师让·莫雷尔（Jean Morel）和哲学家皮埃尔·拉米斯的主张。该会议也决定确认更新加尔文教义中有关主的晚餐的部分（称为：“基督身体的本质“，英文"substance of the body of Christ"）以对抗慈运理派（Zwinglianism），这造成了贝扎赫和拉米斯及海因里希·布林格之间非常不愉快的讨论。
次年即1572年5月，他在尼姆的全国宗教会议上扮演了重要角色。他也对德国有关奥格斯堡信条的争论颇为关注，特别是1564年有关基督的位格及圣事的教义，并出版了若干著作以对抗约阿希姆·维斯特法尔（Joachim Westphal）、蒂勒曼·赫舒修斯（Tilemann Heshusius）、尼古劳斯·塞尔内克（Nikolaus Selnecker）、约翰尼斯·布伦茨（Johannes Brenz）、雅各布·安德烈亚（Jakob Andrea）。这令他在1571年之后被所有坚持信义宗而反对菲利普·梅兰希通的人深恶痛绝。

### 默姆佩尔加德会谈
贝扎和信义宗的最后一次重要争论是在1586年3月14日至27日的默姆佩尔加德（Mömpelgard）会谈中。他被信奉信义宗的符腾堡公爵腓特烈一世邀请到会，后者希望法语和新教居民到会；他也被流亡到默姆佩尔加德的法国贵族们邀请到会。理所当然的是，会谈设想中的联盟没有形成；不但如此，它还引起了新教教会内部严重的事态发展。
当由雅各布·安德烈（Jakob Andrea）撰稿的会谈形成的法案出版之际，来自靠近伯尔尼的布格（Burg）的萨穆埃尔·胡贝（Samuel Huber），属于瑞士神职人员中的信义宗，对贝扎和安德烈亚斯·穆斯库卢斯（Andreas Musculus）在默姆佩尔加德发表的命定论的預選說教义进行了猛烈抨击，他认为向伯尔尼的行政长官告发穆斯库卢斯擅改教义是他的职责。为了评断此事，行政长官们于1587年9月2日组织了一次胡贝和穆斯库卢斯的会谈，在会谈中胡贝坚持恩典的普救论，穆斯库卢斯坚持恩典的特殊神宠论。
由于会谈无结果，1588年4月15日至18日，伯尔尼举办了一次辩论，为教义的被接受的体系而辩护的任务从一开始就落在贝扎的手里。主持辩论的赫尔维蒂州（英文：Helvetic cantons）的三名代表最后宣布，贝扎已经证明了他在默姆佩尔加德的学说是正统的，而胡贝则被解除了职务。

### 黄昏岁月
此后贝扎的活动越来越多地限制于家庭事务上。他忠实的妻子克洛迪娜在1588年去世，未生育子女，这是他参加伯尔尼辩论前几天的事。四十多年来，他们幸福地生活在一起。他在朋友的建议下和热那亚的一位寡妇凯萨琳娜·德尔皮亚诺（Catharina del Piano）结婚，以便有一个晚年伴侣。到他65岁时，他仍极其健康，但在那之后他的活力逐渐下降得很明显。他教学活动在1597年1月停止了。
他晚年最悲惨的经历是法王亨利四世改信天主教，而不顾他最诚挚的嘱托（1593年）。说来奇怪，1596年，在德国、法国、英国和意大利，耶稣会士散布的报告称贝扎和日内瓦教会已重回罗马教廷的怀抱，贝扎对此发表了一篇讽刺文，充分展现了他仍然充满思想活力和表达热情。
他死于日内瓦共和國，死后和加尔文一样没有葬在一般公墓Plain-Palais中，而是在行政长官安排下葬于圣皮埃尔隐修院。

## 文字工作

### 编辑和出版希腊语新约
贝扎在1565年至1604年间编辑和出版了希腊语新约，共有九版，有四版是独立的，其他版则是重印。但是做奠基工作的人是伊拉斯谟和罗伯特·司提反（1503–1559）。伊拉斯谟曾出了五版。罗伯特·司提反编辑了希腊语新约四次，分别是1546年版、1549年版、1550年版、1551年版。伊拉斯谟的文本、司提反的文本、贝扎的文本，今天都称为公认文本，但它们之间还是存在一些差别。1611年出版的英王钦定本主要依赖贝扎的1598年的版本，但也参考了司提反的1550年的文本。